# Literator
Als Literator bezeichnete Goethe Schriftsteller und Wissenschaftler, die zwischen den Kulturen der Welt vermitteln. Das Internationale Kolleg Morphomata benannte hiernach eine Literaturdozentur, die 2010 erstmals an Daniel Kehlmann vergeben wurde, in den Jahren darauf an Péter Esterházy, Sibylle Lewitscharoff und Michael Lentz, die in öffentlichen Lesungen und Diskussionen mit ihren Übersetzern und befreundeten Autoren (wie Ismael Kadare, Philippe Touissant, Adam Thirlwell, Valeri Scherstanjanoi, Juri Andruchowytsch u. v. a.) ihre Werke in Köln vorstellten.
Die Literator-Dozentur wurde vom Poetica-Festival abgelöst, das ab Januar 2015 jährlich vom Morphomata-Kolleg ausgerichtet wird.

## Publikationen
- Ines Barner, Günter Blamberger (Hrsg.): Literator 2010. Dozentur für Weltliteratur. Daniel Kehlmann (= Morphomata Lectures Cologne. Band 1). Fink, Paderborn 2012, ISBN 978-3-7705-5338-9.
- Ines Barner, Günter Blamberger (Hrsg.): Literator 2011. Dozentur für Weltliteratur. Péter Esterházy (= Morphomata Lectures Cologne. Band 3). Fink, Paderborn 2013, ISBN 978-3-7705-5445-4.
- Ines Barner, Günter Blamberger (Hrsg.): Literator 2012. Dozentur für Weltliteratur. Sibylle Lewitscharoff (= Morphomata Lectures Cologne. Band 10). Fink, Paderborn 2014, ISBN 978-3-7705-5707-3.
- Ines Barner, Günter Blamberger (Hrsg.): Literator 2013. Dozentur für Weltliteratur. Michael Lentz (= Morphomata Lectures Cologne. Band 12). Fink, Paderborn 2015, ISBN 978-3-7705-5822-3.